# Upeneus pori
Upeneus pori Ben-Tuvia & Golani, 1989 è un pesce appartenente alla famiglia Mullidae.

## Distribuzione e habitat
La specie è originaria del mar Rosso e del golfo di Oman. Attraverso il canale di Suez si è introdotta nel mar Mediterraneo tramite la migrazione lessepsiana.